# ميقونة تايلندية
ميقونة تايلندية (الاسم العلمي:Mucuna thailandica) هي نوع من النباتات تتبع جنس الميقونة من الفصيلة البقولية.